# Jabalpur (Distrikt)
Der Distrikt Jabalpur (Hindi जबलपुर जिला) ist ein Distrikt des zentralindischen Bundesstaats Madhya Pradesh. Verwaltungszentrum ist die gleichnamige Stadt Jabalpur.

## Geografie
Der Distrikt Jabalpur wird im Westen stellenweise begrenzt durch den Fluss Hiran, im Südwesten durch die Flüsse Narmada und Soner und im Südosten abschnittsweise durch den Fluss Mahanadi (nicht zu verwechseln mit dem Mahanadi). Der Fluss Narmada fließt quer durch den Süden des Distrikts und wird im Südosten zur Bargi-Talsperre aufgestaut. Nachbardistrikte sind im Nordwesten der Distrikt Damoh, im Südwesten der Distrikt Narsinghpur, im Süden der Distrikt Seoni, im Südosten der Distrikt Mandla, im Osten die Distrikte Dindori und Umaria, im Nordosten der Distrikt Katni und im Norden der Distrikt Panna.
Die durchschnittliche Höhe des Distrikts beträgt zwischen 200 und 450 Metern ü. d. M; die maximale Höhe liegt bei etwa 550 m.

## Geschichte
Die Region um Jabalpur gehörte im 4./5. Jahrhundert zum Gupta-Reich, welches später von den Königen der Kalachuri-Dynastie abgelöst wurde. Im Hochmittelalter übernahmen die Gond-Herrscher die Macht; sie gerieten jedoch später unter den politischen und kulturellen Einfluss des Mogul-Reiches. Danach kam die Region um 1734 unter den Einfluss der Marathen. Diese traten das Gebiet im Jahr 1818 ab und es blieb bis zur Unabhängigkeit Indiens unter britischer Kontrolle. Es war zuerst Teil von Saugor and Nerbadda und gehörte ab 1857 zum Jubbulpore District (Distrikt Jabalpur) innerhalb der Central Provinces und von 1936 bis 1950 zu Central Provinces and Berar. Seit 1950 ist es Teil von Madhya Pradesh.

## Bevölkerung

### Übersicht
Hindus dominieren in den Dörfern auf dem Lande (etwa 90 %); in den Städten gibt es auch eine nicht unerhebliche Zahl von Moslems (etwa 20 %). In der Dekade zwischen 2001 und 2011 wuchs die Bevölkerung um etwa 14,5 % auf etwa 2,5 Millionen an, wobei der männliche Bevölkerungsanteil den der weiblichen um etwa 10 % übersteigt. Nur etwa 42 % der Bevölkerung lebt in den Dörfern auf dem Lande; durchschnittlich 20 % der Menschen (auf dem Lande deutlich mehr) gelten als Analphabeten. Man spricht Hindi und den lokalen Dialekt Bagheli.

### Einwohnerentwicklung
In den ersten Jahrzehnten des 20. Jahrhunderts nahm die Bevölkerung nur langsam zu. Dies wegen Seuchen, Krankheiten und Hungersnöten. Seit der Unabhängigkeit Indiens hat sich die Bevölkerungszunahme beschleunigt. Während die Bevölkerung in der ersten Hälfte des 20. Jahrhunderts um rund 54 % zunahm, betrug das Wachstum in den fünfzig Jahren zwischen 1961 und 2011 200 %. Die Bevölkerungszunahme zwischen 2001 und 2011 lag bei 21,41 % oder rund 228.000 Menschen. Offizielle Bevölkerungsstatistiken der heutigen Gebiete sind seit 1901 bekannt und veröffentlicht.
| Jahr      | 1901    | 1911    | 1921    | 1931    | 1941    | 1951    | 1961    | 1971      | 1981      | 1991      |
| Einwohner | 430.810 | 472.102 | 471.951 | 489.583 | 576.167 | 662.569 | 821.579 | 1.119.885 | 1.484.235 | 1.768.037 |

### Bedeutende Orte
Im Distrikt gibt es 24 Orte, die als Städte (towns und census towns) gelten. Deshalb ist der Anteil der städtischen Bevölkerung im Distrikt recht hoch. Denn 1.440.034 der 2.463.289 Einwohner oder 58,46 % leben in städtischen Gebieten. Mit Abstand der größte Ort ist die Distriktshauptstadt Jabalpur mit 1.081.677 Bewohnern. Die weiteren Städte des Distrikts mit mehr als 15.000 Einwohnern sind:

### Volksgruppen
In Indien teilt man die Bevölkerung in die drei Kategorien general population, scheduled castes und scheduled tribes ein. Die scheduled castes (anerkannte Kasten) mit (2011) 348.029 Menschen (14,13 Prozent der Bevölkerung) werden heutzutage Dalit genannt (früher auch abschätzig Unberührbare betitelt). Die scheduled tribes sind die anerkannten Stammesgemeinschaften mit (2011) 375.231 Menschen (15,23 Prozent der Bevölkerung), die sich selber als Adivasi bezeichnen. Zu ihnen gehören in Madhya Pradesh 46 Volksgruppen. Mehr als 5000 Angehörige zählen die Gond (237.561 Personen oder 9,64 % der Distriktsbevölkerung), Kol (82.017 Personen oder 3,33 % der Distriktsbevölkerung), Bhumia (23.875 Personen oder 0,97 % der Distriktsbevölkerung), Baiga (9539 Personen oder 0,39 % der Distriktsbevölkerung) und Pardhan (8025 Personen oder 0,33 % der Distriktsbevölkerung),. Im Tehsil Kundam gehören 87.152 Menschen (oder 70,60 % der Einwohnerschaft) und im Tehsil Shahpura 46.696 Personen (oder 24,36 % der Einwohnerschaft) zu den anerkannten Stammesgemeinschaften.

## Wirtschaft
Der Distrikt Jabalpur ist trotz des hohen Anteils an städtischer Bevölkerung immer noch in hohem Maße landwirtschaftlich geprägt; lediglich in der Millionenstadt Jabalpur gibt es diverse Industrieunternehmen.

## Verwaltungsgliederung
Der Distrikt Jabalpur gliedert sich in die zehn Verwaltungsbezirke (Tehsils) Adhartal, Gorakhpur, Jabalpur, Kundam, Majholi, Panagar, Patan, Ranjhi, Shahpura und Sihora. Der Distrikt bestand (laut District Census Hand Book) bei der letzten Volkszählung 2011 aus 24 Städten und 1377 bewohnten Dörfern mit sieben Stadtverwaltungen und 542 Dorfverwaltungen.

## Verkehr
Viele Dörfer sind über Buslinien an das regionale Verkehrsnetz angeschlossen. Hinzu kommen als überregionale Straßenverbindungen mehrere National Highways und State Highways. Die Stadt Jabalpur ist ein Eisenbahnknoten (mit Eisenbahnlinien Richtung Nordindien und Surat). Auf dem Gebiet des Distrikts gibt es an den verschiedenen Linien insgesamt 15 Bahnhöfe. Nahe der Stadt Jabalpur gibt es mit dem Kabalpur Airport auch über einen Flughafen.

## Sehenswürdigkeiten
Im touristisch kaum erschlossenen Distrikt Jabalpur befinden sich mit Tigawa und Kunda zwei Gupta-Tempel; daneben ist der Yogini-Tempel von Bhedaghat von historisch-kulturellem Interesse. In Jabalpur selbst befinden sich das Madan-Mahal-Fort und ein durchaus sehenswertes Regionalmuseum (Rani Durgavati Museum). Beliebtes Ausflugsziel sind die Marble Rocks, ein Felsdurchbruch des Narmada River bei Bhedaghat.

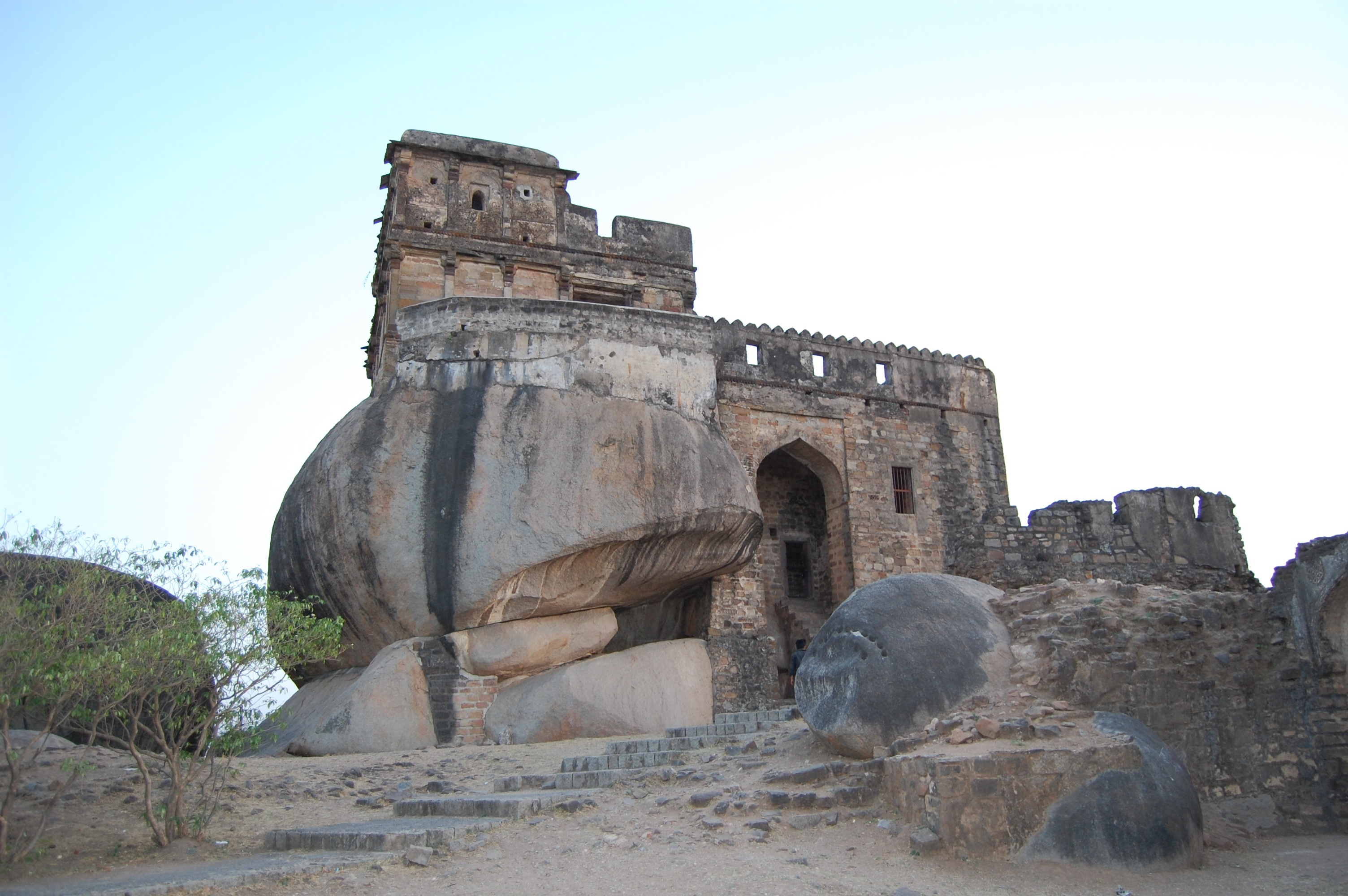
Jabalpur, Madan-Mahal-Fort
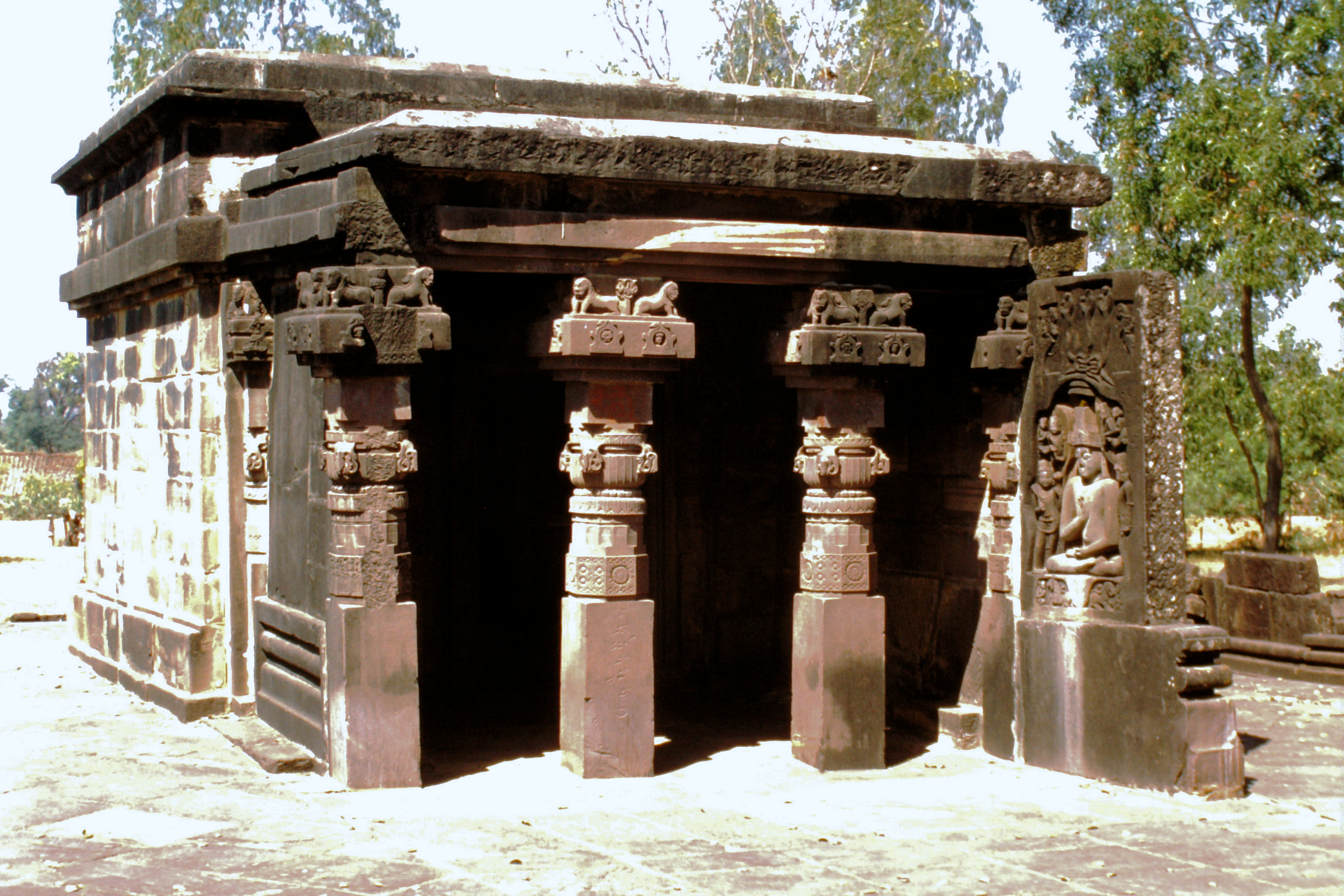
Tigawa, Kankali-Devi-Tempel
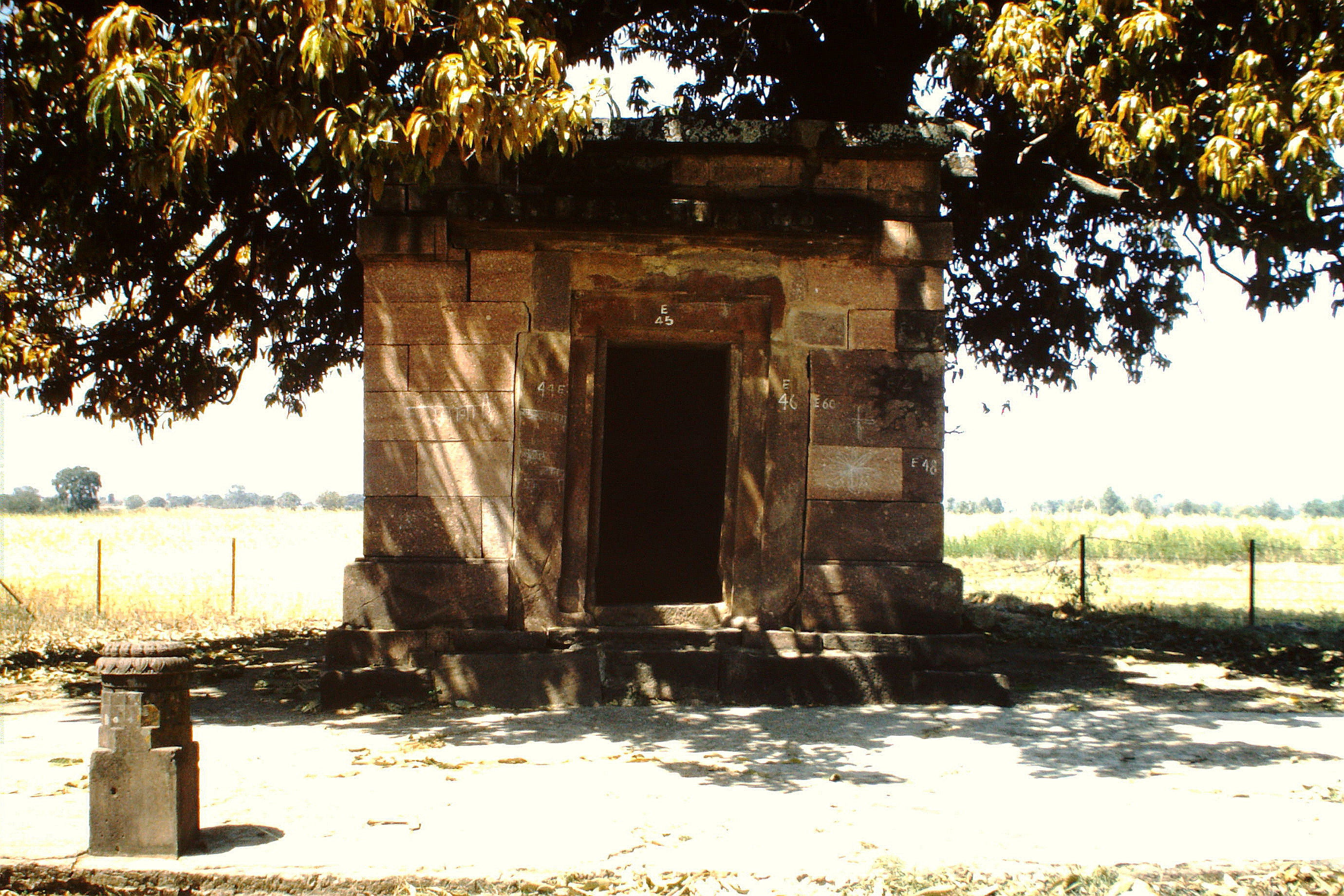
Kunda, Gupta-Tempel
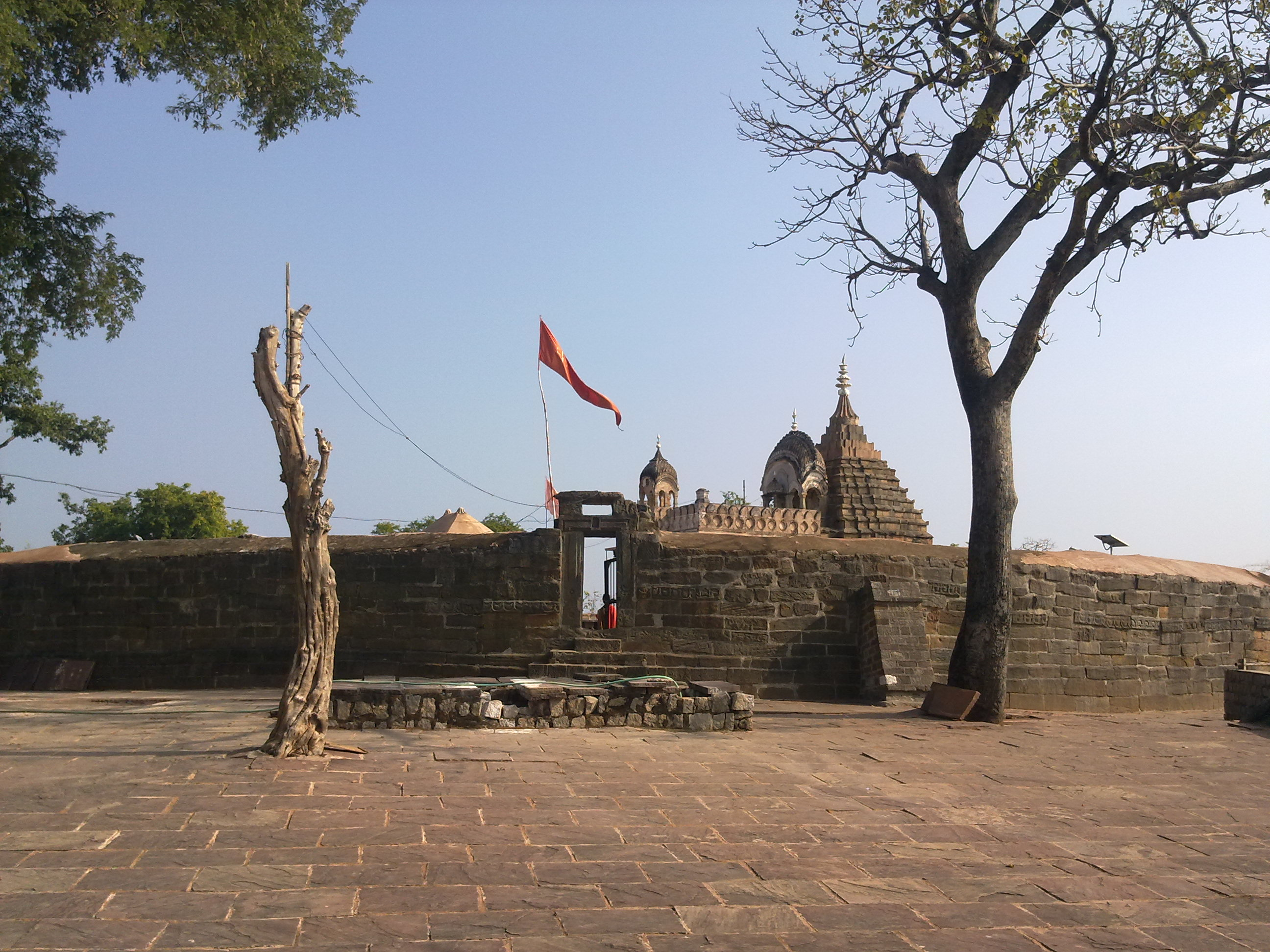
Bhedaghat, Yogini-Tempel
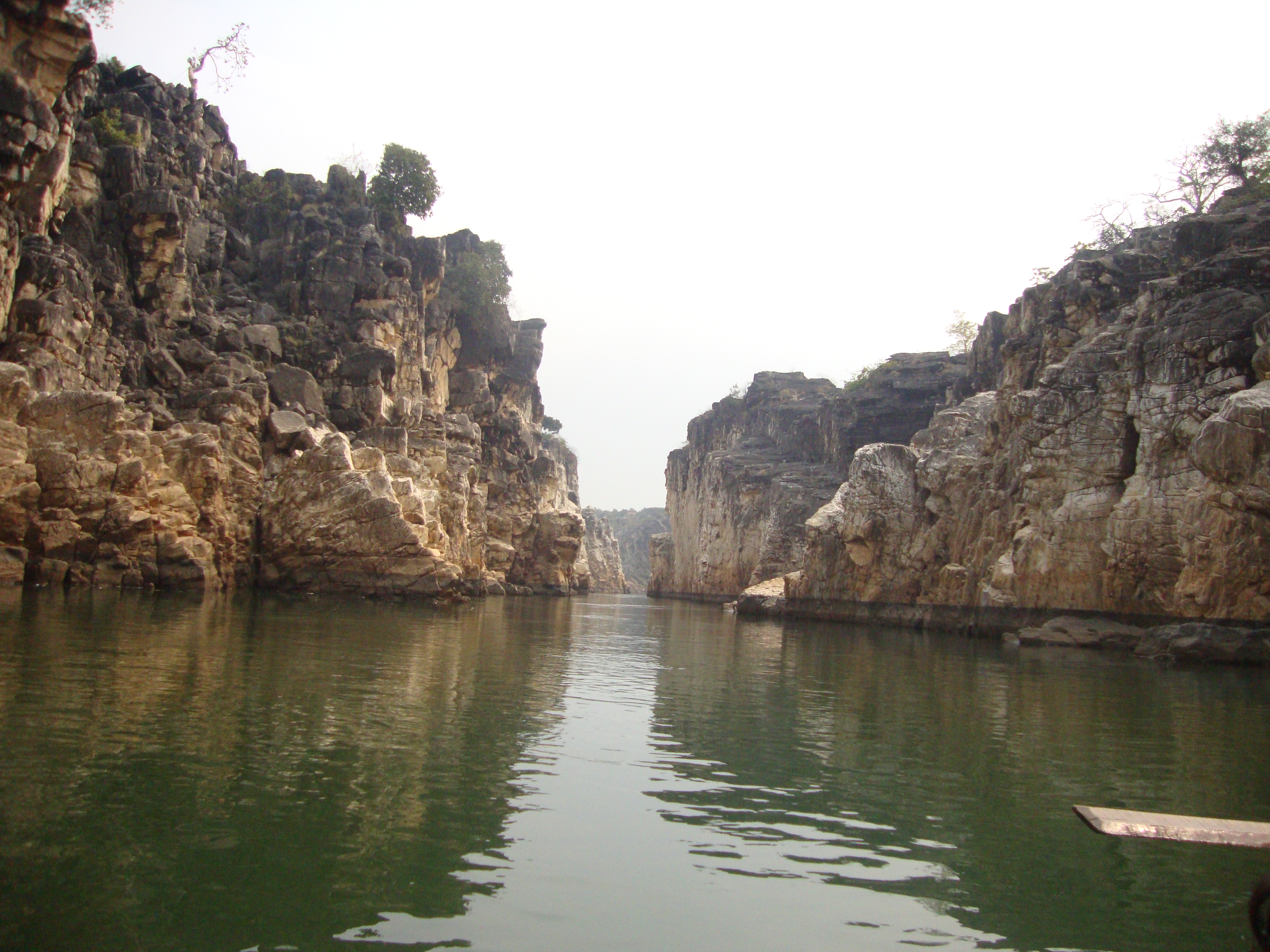
Marble Rocks